# John Dickson (Fußballspieler)
John Dickson (* um 1850; † April 1878) war ein schottischer Fußballtorhüter und Ruderer. Mit dem im Jahr 1867 gegründeten FC Queen’s Park, dem ältesten Fußballverein Schottlands, gewann er in den 1870er Jahren dreimal den schottischen Pokal.

## Karriere
John Dickson spielte mindestens von 1873 bis 1878 für den schottischen Verein FC Queen’s Park, dem ältesten Fußballverein aus Schottland, der am 9. Juli 1867 gegründet worden war. Am 22. November 1873 debütierte er im Viertelfinale des Schottischen Pokals 1873/74, der erstmals ausgetragen wurde. Beim 1:0-Sieg über den FC Eastern blieb er ohne Gegentor. Auch im Halbfinale gegen den FC Renton (2:0) und im Finale gegen den FC Clydesdale (2:0) hielt er seinen Kasten sauber. Damit konnte er mit seiner Mannschaft den erstmals ausgespielten Titel gewinnen. Im folgenden Jahr 1875 wurde der Titel im Hampden Park gegen den FC Renton erfolgreich verteidigt. 1876 wurde der Pokal zum dritten Mal gewonnen.
Im März 1878 fiel Dickson für das Spiel gegen den FC Vale of Leven aufgrund einer „schweren Krankheit“ aus. Danach spielte er nicht wieder für den Verein. Im April 1878 kam die Nachricht, dass der dreimalige Pokalsieger von Queen’s Park im Alter von 28 Jahren verstorben sei.
Dickson war auch als Ruderer beim Clydesdale Amateur Rowing Club sportlich aktiv.

## Erfolge
mit dem FC Queen’s Park:
- Schottischer Pokalsieger: 1874, 1875, 1876

## Weblink
- Spielerprofil beim FC Queen’s Park (englisch)